# エカテリニ (ギリシャ王女)
エカテリニ・ティス・エラザス・ケ・ザニアス（ギリシア語: Αικατερίνη της Ελλάδας και Δανίας, 1913年5月4日 - 2007年10月2日）は、ギリシャ王コンスタンティノス1世とその妃ソフィア・ティス・プロシアスの三女、第6子。兄にゲオルギオス2世、アレクサンドロス1世、パウロス1世、姉にルーマニア王カロル2世の妃エレーニ、クロアチア王トミスラヴ2世の妃イリニがいる。

## 生涯
エカテリニは王太子だったコンスタンティノス夫妻の末娘としてアテネの王宮で生まれた。生まれて数週間後、祖父のゲオルギオス1世がテッサロニキで暗殺され、父コンスタンティノスが国王に即位した。エカテリニの洗礼時、ギリシャ陸軍およびギリシャ海軍に所属する者全員が王女の名付け親となった。
父が1917年に廃位され、次兄アレクサンドロス1世が王位につくと、幼いエカテリニは両親に連れられてスイスに亡命した。父王はアレクサンドロス1世が1920年に死ぬとつかのま復位したが、1922年に再び廃位され、今度はシチリアに亡命した。父王は翌1923年にパレルモで客死した。王家はフィレンツェのヴィラ・スパルタに引っ越し、ここでエカテリニは絵を描くようになった。父が2度目に廃位された後、ゲオルギオス2世が短期間王位についたが、1924年には退けられた。
エカテリニはイングランドの寄宿学校で教育された。エカテリニの母ソフィア王妃は1932年に亡くなったが、エカテリニはその後も次姉イリニと一緒にヴィラ・スパルタに住み続けた。1934年に従姉のマリナがイギリス王ジョージ5世の4男ケント公ジョージと結婚したとき、エカテリニはヨーク公女エリザベス（後の女王エリザベス2世）と一緒にブライズメイドを務めた。
1935年に長兄ゲオルギオス2世が復位すると、エカテリニも姉イリニとともにギリシャに帰国した。1939年に第2次世界大戦が起きると、エカテリニはギリシャ赤十字に参加した。1941年、彼女は三兄パウロスと一緒に南アフリカに赴き、ケープタウンで従軍看護婦として働いた。エカテリニは1946年にエジプトからイングランドに向かう蒸気船「アスカニア」号に乗って再びイギリスに移住したが、この船上でイギリス砲兵部隊の将校リチャード・ブランドラム少佐（1911年 - 1994年）と出会った。2人はイングランドに到着して三週間後に婚約し、1947年4月21日にアテネ王宮で結婚式を挙げた。長兄ゲオルギオス2世はエカテリニの結婚式直前に亡くなったため、その後を継いでいた三兄パウロス1世が結婚の仲人を務めた。
エカテリニは夫の赴任地であったバグダードに住んだが、夫妻は後にイングランドに帰国した。エカテリニはイギリスではレディ・キャサリン・ブランドラム（Lady Katherine Brandram）と名乗ることを許され、イギリス王ジョージ6世は彼女を宮中席次において公爵令嬢として遇した。ただしこうした称号・待遇はイギリス国内のみで通用するもので、彼女はイギリス国外では「ギリシャ王女およびデンマーク王女」として扱われた。夫妻は一人息子ポール（1948年 - 2020年）をもうけた。
エカテリニは2007年にロンドンで亡くなった。